# Hiroo Ishii

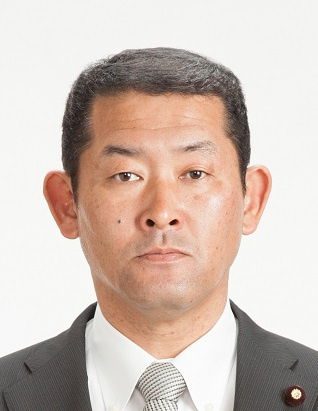
Hiroo Ishii

Hiroo Ishii (jap. 石井 浩郎 Ishii Hiroo; * 21. Juni 1964 in Hachirōgata, Präfektur Akita) ist ein japanischer Politiker und ehemaliger Baseballspieler und -trainer. Für die Liberaldemokratische Partei (LDP) ist er seit 2010 einer der beiden Vertreter der Präfektur Akita im Sangiin.

## Baseballkarriere
Ishii besuchte die präfekturbetriebene Akita-Oberschule, die sich aber in seiner Zeit nicht für den Kōshien qualifizieren konnte. Anschließend studierte er an der Waseda-Universität, für die er in der Liga der Sechs Universitäten von Tokio und im amerikanisch-japanischen Universitätsturnier spielte. 1987 verließ er die Universität vorzeitig und wurde Angestellter von Prince Hotel, mit deren Baseballmannschaft er 1989 das „toshi taikō“ (engl. Intercity Baseball Tournament) gewann. Beim Draft desselben Jahres kam er in der dritten Runde zu den Kintetsu Buffaloes in der Pacific League.
Bei den Buffaloes spielte Ishii sieben Jahre lang als Infielder (First und Third Baseman) und kam von Anfang an regelmäßig in der ersten Mannschaft zum Einsatz. Seine stärksten Saisons spielte er 1993, als er mit 147 Hits die Pacific League anführte, und 1994, als er mit 111 die meisten RBI und mit .316 den dritthöchsten Schlagdurchschnitt der Liga erzielte. In beiden Jahren wurde er als First Baseman in die Best Nine der Pacific League aufgenommen. Von 1992 an nahm er drei Mal in Folge an den All-Star Games teil. Danach ließen seine Leistungen nach, zudem brach er sich 1996 das Handgelenk und kam in diesem Jahr nur in zwei Spielen zum Einsatz.
Nach seiner Zeit bei Kintetsu spielte er noch sechs Jahre, zunächst bis 1999 für Kyojin, dann für zwei Jahre bei Lotte und 2002 eine letzte Saison für Yokohama. Er stand zwar von 1998 bis 2000 wieder regelmäßig in der Startaufstellung, konnte aber nicht mehr an die Spitzenleistungen der frühen 1990er Jahre anknüpfen. 2002 beendete er seine Profikarriere und arbeitete ein Jahr lang als Baseballkommentator für Nippon TV. 2004 übernahm er als Manager die zweite Mannschaft der Seibu Lions in der Eastern League, zog sich aber nach einem Jahr zurück.

## Abgeordneter
Für die Sangiin-Wahl 2010 wechselte Ishii in die Politik und kandidierte in seiner Heimatpräfektur (ein Sitz pro Wahl) als Kandidat der LDP gegen den Demokraten Yōetsu Suzuki. Er konnte in Akita mit rund 100.000 Stimmen Vorsprung vor Suzuki den Sitz zurückgewinnen, den die Liberaldemokraten vor 2004 insbesondere mit Man Sasaki seit 1968 gehalten hatten, und ist damit für sechs Jahre als Abgeordneter gewählt. Im Sangiin war er 2016 für einige Monate Vorsitzender des Ausschusses für Bildung, Kultur, Sport, Wissenschaft und Technologie.
Für die Sangiin-Wahl 2016 bildete die Demokratische Fortschrittspartei mit den Kommunisten und kleineren Oppositionsparteien eine Einheitsfront in Einmandatswahlkreisen, gemeinsamer Kandidat der Opposition war Daigo Matsuura, bis 2013 als Demokrat in der anderen Hälfte für Akita im Sangiin. Ishii setzte sich mit 53,9 % der Stimmen knapper als sechs Jahre zuvor, aber mit mehr als 50.000 Stimmen auf Matsuura (44,0 %) sicher für weitere sechs Jahre durch. 2022 wurde Ishii mit 42,7 % der Stimmen gegen den ehemaligen Unterhausabgeordneten Toshihide Muraoka (nun parteilos mit DVP-Unterstützung; 35,6 %) und eine KDP-unterstützte Kandidatin wiedergewählt. Bei der anschließenden Kabinettsumbildung wurde er Staatssekretär (fuku-daijin) im MLIT und für Wiederaufbau und blieb bis zur erneuten Umbildung im September 2023 im Amt.